# Your Love Is My Drug
"Your Love Is My Drug" é uma canção da artista musical estadunidense Kesha, contida em seu álbum de estreia Animal (2010). A música foi lançada como terceiro single do disco em 14 de maio de 2010. Foi composta pela própria juntamente com Pebe Sebert e Ammo, cujo último co-produziu a faixa com Dr. Luke e Benny Blanco. Inicialmente escrita durante um passeio de avião, a cantora declarou que a obra traz uma mensagem despreocupada e que não é para ser levada muito a sério. A música foi inspirada na relação de Kesha com seu ex-namorado; trata-se de um relacionamento psicótico, do qual a necessidade de um amar o outro é comparada ao vício em drogas. De acordo com a intérprete, a composição soa feliz, mas também contém um aspecto obscuro, é sobre ficar obcecada por alguém e estar com o coração partido.
"Your Love Is My Drug" obteve análises da mídia na sua maioria positivas, sendo que os críticos elogiaram o gancho, mas o refrão obteve reações diversas. Alguns avaliadores congratularam Kesha por saber como fazer um potencial refrão pop, enquanto outros chamaram-no de previsível e monótono. A faixa obteve êxito comercial ficando entre as cinco mais vendidas na Austrália, na Bélgica e nos Estados Unidos, enquanto listou-se entre as dez primeiras no Canadá, na Eslováquia, na Hungria e na Irlanda. Foi certificada como disco de platina dupla pela Recording Industry Association of America (RIAA) e vendeu mais de três milhões de cópias em território estadunidense.
Seu vídeo musical correspondente, foi dirigido por Honey e lançado em 13 de maio de 2010 através do serviço VEVO. As cenas retratam Kesha no deserto sendo perseguida pelo seu interesse amoroso. De acordo com a cantora, a ideia principal por trás do roteiro é sobre "estar tão apaixonada por alguém a ponto de perder sua cabeça", assimilando o amor a uma droga. O trabalho apresenta um aspecto de animação digital inspirado no filme Yellow Submarine (1968) dos Beatles. A artista apresentou a canção na trigésima quinta temporada do Saturday Night Live, onde usava uma pintura corporal fluorescente.

## Antecedentes

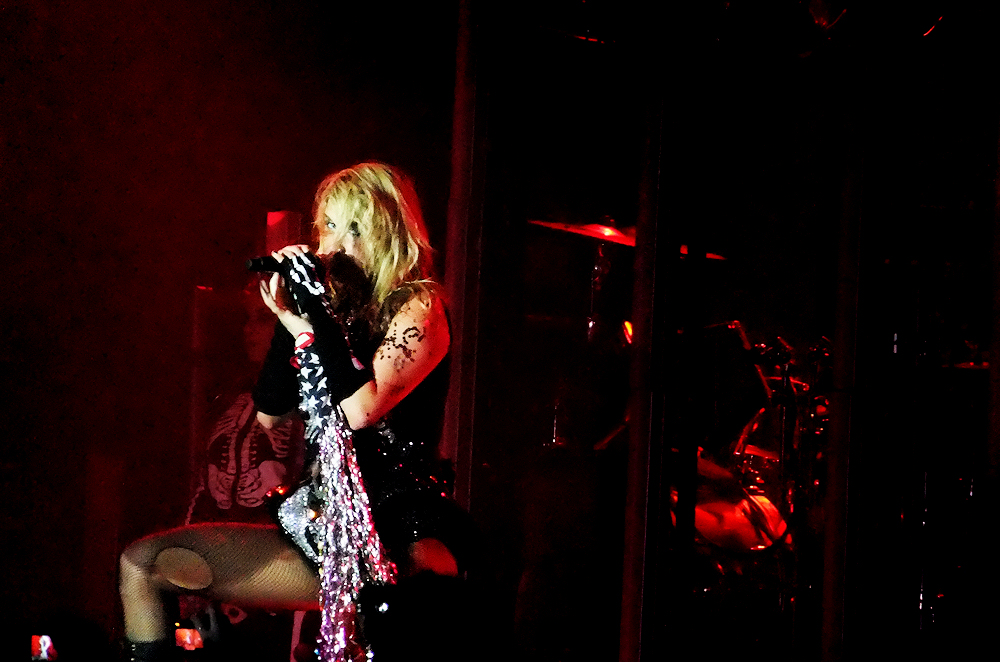
Kesha apresentando "Your Love Is My Drug", durante a Get Sleazy Tour (2011), em Toronto.

"Your Love Is My Drug" foi composta por Kesha juntamente com sua mãe Pebe Sebert e Ammo, sendo produzida pelo último ao lado de Dr. Luke e Benny Blanco. Em entrevista à MTV, a artista afirmou que a música foi "escrita em um avião, durante cerca de 10 minutos", e que trazia uma mensagem despreocupada; "é idiota e divertida e não é para ser levada muito a sério", afirmou. Quando questionada sobre a linha final da canção ("Eu gosto da sua barba") e de onde surgiu, ela explicou: "Eu sempre gostei de homens barbudos. Olá, eu sou de Nashville, estou a fim de roceiros [...] o visual roceiro está na moda agora, e isso é ótimo para mim. Eu não suporto homens tentando parecer como se estivessem em boy bands." A cantora também explicou a inspiração na elaboração da faixa ao jornal Portland Tribune:
| “ | É sobre mim e meu ex-namorado, e nosso tumultuado, psicótico relacionamento. Agíamos estranho, como estivéssemos viciados um pelo outro, chamando e observando um ao outro o tempo todo. Eu estava apaixonada na época, e (a canção) soa muito feliz, mas tem um pouco de música obscura. Você está tão obcecada por alguém que você começar a agir como uma pessoa estranha. ... Escrevo sobre apaixonar-se, estar apaixonada, romper com ele porque é um idiota e estar com o coração partido. Eu não canto apenas sobre festas, mas também sobre o amor. | ” |

A canção foi apresentada na trigésima quinta temporada do Saturday Night Live em 17 de abril de 2010. Durante a performance, Kesha estava coberta por uma pintura tribal fluorescente no corpo e a iluminação do palco estava fraca, fazendo a tinta brilhar no escuro. No mês seguinte, a artista cantou "Your Love Is My Drug" juntamente com "Tik Tok" no MTV Video Music Awards Japan. A cantora também interpretou a faixa em um repertório para Radio 1's Big Weekend. Em 13 de agosto de 2010, Kesha divulgou a composição no The Today Show da NBC.

## Composição
"Your Love Is My Drug" é uma faixa dance-pop de andamento mediano que contém elementos electropop. A obra combina as utilizações demasiadas do processador de áudio Auto-Tune e da instrumentação eletrônica. Kesha inicia a música cantando: "Talvez eu precise de alguma reabilitação / Ou talvez eu precise dormir um pouco / Eu tenho uma obsessão doentia, estou vendo em meus sonhos" enquanto ela retrata um conto de amor adolescente obsessivo. A execução vocal da artista durante toda a música tem sido analisada em um estilo de "cantar-falar". Musicalmente, a composição possui uma linha lírica simples e otimista. Sara Anderson, da AOL Radio, descreveu-a como uma "canção 'chiclete'", que une elementos do "glam rock dos anos 1980", com "os conhecidos vocais auto-ajustados de Kesha e seu casual jeito de cantar falando". De acordo com a partitura publicada pela Sony/ATV Music Publishing, a música está composta na tonalidade de fá sustenido maior e no tempo de assinatura comum infundida no metrônomo de cento e vinte batidas por minuto. O alcance vocal da cantora abrange variadamente entre as notas de dó4 à de dó5.

## Crítica profissional
| Críticas profissionais | Críticas profissionais |
| Avaliações da crítica  | Avaliações da crítica  |
| Fonte                  | Avaliação              |
| ---------------------- | ---------------------- |
| About.com              | [ 8 ]                  |
| BBC                    | [ 11 ]                 |
| Digital Spy            | [ 12 ]                 |

Fraser McAlpine, da BBC, elogiou a música e Kesha por saber como fazer um forte refrão pop, dando quatro de cinco estrelas. McAlpine notou que "alguns indícios de alcance vocal seriam bem-vindos neste momento,[...] [uma vez que] há um outro lado dela que você nunca conhecerá se você ouvir apenas os singles", comparando a sua personalidade a de uma "devassa embriagada" e comentando que as poderosas baladas de Animal poderiam servir melhor como divulgação. Ele conclui sua resenha, afirmando que "apesar de seus atos serem muito reveladores sobre seus hábitos sujos, ela ainda conseguiu criar uma nuvem mística em torno de si". Monica Herrera, da revista Billboard, impressionou-se com a faixa, adjetivando-a de "bem-aventurada". Ela elogiou seu potencial refrão que tem a capacidade de "prender o ouvinte durante dias". Sara Anderson, da AOL Radio, denominou a obra como "um divertido confesso a uma obsessão de amor adolescente", elogiando "os conhecidos vocais auto-ajustados de Kesha e seu casual jeito de cantar falando". Anderson também assimilou o refrão com os trabalhos de Cyndi Lauper. Nate Adams, da No Ripcord, fez uma análise positiva ao número, realçando sua "divertida sintonia de discoteca", e declarando que a cantora "não está reinventando a roda em qualquer trecho da imaginação, mas ela tem sua parcela pelos pretendentes sucessos cativantes."
Bill Lamb, do portal About.com, foi misto em sua avaliação, pontuando a faixa com três de cinco estrelas. Lamb congratulou o "gancho extremamente cativante" e "as letras positivas e otimistas", mas criticou o refrão por sua "previsibilidade" e seu "brega apoio electro-pop". Ele também declarou querer "afastar as caixas de som e dizer-lhe para baixar o tom" quando ela começa a cantar "Seu amor, seu amor, seu amor é a minha droga". Bill elogiou a composição por suas "letras inteligentes" mas concluiu que isso não deixa-o ansioso para o próximo lançamento. Robert Copsey, da Digital Spy, atribuiu à faixa quatro de cinco estrelas, comentando que apesar de ela usar "seu modo habitual de falar-cantando" nos versos, o refrão é "alegremente irresistível". Ele também realçou o "grudento 'chiclhte' electro" adicionando que "Your Love Is My Drug" distingui-se de seus singles anteriores à medida que consegue "pôr alguma distância entre a cantora e a sonoridade de seus sucessos anteriores, enquanto continua sendo divertido, desprezível e francamente muito sujo".

## Vídeo musical
| |  |  |
| Uma imagem do deserto de Lancaster, Califórnia, onde o vídeo foi inicialmente filmado (à esquerda) e Kesha (à direita) é vista em uma seqüência de animação digital inspirada no filme Yellow Submarine dos Beatles. |  |  |

O vídeo musical foi dirigido por Honey e gravado entre 6 e 7 de abril de 2010 no deserto de Lancaster, Califórnia. A sua estreia ocorreu em 13 de maio de 2010 através do serviço VEVO. Em entrevista à MTV, Kesha explicou o conceito do trabalho, afirmando: "Eu queria que fosse como uma viagem psicodélica mental, comparável a estar tão repugnantemente apaixonada por alguém a ponto perder a cabeça." Ela também escolheu incorporar um aspecto animal para o enredo afirmando ser "uma grande admiradora dos animais". A cantora partilhou a sua experiência de filmar a trama, declarando: "Eu também montei um elefante — nada de mais! — e, hum, eu dancei perto de uma caverna com corpo pintado com tinta fluorescente e uma píton. Eu estive em uma caverna, no deserto, e foi muito divertido." Quando perguntada sobre a inspiração para o vídeo, ela respondeu: "Este vídeo foi inspirado no filme Yellow Submarine dos Beatles, o aspecto de animação. Há um pouco disso lá também". Seu interesse amoroso é interpretado por Marc-Edouard Leon, membro da equipe de direção Skinny.
O vídeo inicia-se com Kesha acordando ao lado de seu par romântico no deserto; ela então começa a correr enquanto é perseguida pelo homem. A artista caminha pelo ambiente desértico à medida que são intercaladas cenas suas montada em um elefante e engatinhando na areia com uma máscara de tigre. Mais tarde, o casal é visto em um barco cantando e fingindo estar remando, sendo que a água é adicionada através de animação digital. A seguir, corta para uma cena toda animada em que a cantora é retratada como uma sereia, que, em seguida, nada em direção ao rapaz e beija-o. Durante a ponte, Kesha é mostrada em cima de uma colina rochosa com seu parceiro. A trama então transita para uma passagem em que a cantora usa uma pintura corporal fluorescente, enquanto dança dentro de uma caverna com uma píton em volta do pescoço. A produção é encerrada com a artista e seu companheiro sentados ao redor de uma fogueira ainda no deserto.
James Montgomery, da MTV, disse que "Your Love Is My Drug" era uma "canção pop extremamente cativante" e que o vídeo foi "o acompanhamento perfeitamente romântico." Montgomery criticou o trabalho por "não fazer muito sentido", mas observou que "pouco importa"  sendo que "Kesha tropeçou em uma fórmula perfeita para o sucesso pop: Não pensar muito grande, ou demasiado. Às vezes, um passeio de elefante é apenas um passeio de elefante". Ele concluiu sua análise do projeto e da artista em si, declarando: "É muito mais difícil do que você pensa fazer algo como este parecer fácil. Como eu disse, você pode acusar Kesha de muitas coisas — mas nunca diga que ela não é inteligente."

## Faixas e formatos
Na Austrália, "Your Love Is My Drug" foi comercializada como CD single, contendo duas faixas, sendo que uma delas é a versão original e a instrumental da canção. Mais tarde, foi lançada nas lojas virtuais contando com um remix correspondente. Também foi editado um extended play (EP) digital com duas produções aperfeiçoadas e seu vídeo musical acompanhante.
| CD single da Austrália |                                              |         |  |
| N.º                    | Título                                       | Duração |  |
| 1.                     | "Your Love Is My Drug"                       | 3:06    |  |
| 2.                     | "Your Love Is My Drug" (versão instrumental) | 3:06    |  |

| Download digital |                                          |         |  |
| N.º              | Título                                   | Duração |  |
| 1.               | "Your Love Is My Drug"                   | 3:06    |  |
| 2.               | "Your Love Is My Drug" (Dave Audé Radio) | 3:49    |  |

| Extended play (EP) digital |                                            |         |  |
| N.º                        | Título                                     | Duração |  |
| 1.                         | "Your Love Is My Drug"                     | 3:06    |  |
| 2.                         | "Your Love Is My Drug" (Dave Audé Radio)   | 3:49    |  |
| 3.                         | "Your Love Is My Drug" (Bimbo Jones Radio) | 3:07    |  |
| 4.                         | "Your Love Is My Drug" (vídeo musical)     | 3:28    |  |

## Créditos
Lista-se abaixo os profissionais envolvidos na elaboração de "Your Love Is My Drug", de acordo com o encarte do álbum Animal:
| - Kesha: vocal principal, composição e vocais de apoio - Pebe Sebert: composição - Ammo: composição, produção, instrumentos e programação - Dr. Luke: produção, instrumentos e programação - Benny Blanco: produção, instrumentos e programação | - Emily Wright: engenharia, edição vocal - Matt Beckley: engenharia - Vanessa Silberman: coordenação de produção - Megan Dennis: coordenação de produção - Becky Scott: coordenação de produção |

## Desempenho nas tabelas musicais
Após o lançamento do álbum, a faixa conseguiu entrar nas tabelas do Canadá, dos Estados Unidos e do Reino Unido, constatando nas 48ª, 27ª, e 63ª posições, respectivamente. Na Billboard Hot 100, a canção continuou desempenhando-se por seis semanas antes de sair, reentrando no 91 posto em 3 de abril de 2010. Depois de semanas de ascendência na parada, conseguiu atingir um pico de quatro onde permaneceu por duas publicações, tornando-se seu terceiro single consecutivo a situar-se entre os dez primeiros no gráfico. Em 9 de junho seguinte, liderou a compilação genérica Pop Songs, fazendo de Kesha a quinta artista feminina, desde o início da década 2000, a posicionar duas músicas de um álbum de estreia no topo do periódico. "Your Love Is My Drug" também alcançou o cume da Hot Dance Club Songs, na edição de 7 de agosto. Foi certificada como disco de platina dupla pela Recording Industry Association of America (RIAA) por comercializar mais de dois milhões de cópias. Em agosto de 2012, foram registradas mais três milhões de unidades vendidas em território estadunidense, segundo Nielsen SoundScan.
A composição reentrou na 98ª colocação na Canadian Hot 100, atingindo a sexta ocupação subsequentemente. Na semana seguinte caiu para o sétimo posto, retornando ao sexto, a seguir, onde permaneceu lá por mais três edições. Em 16 de maio de 2010, a faixa constatou novamente na UK Singles Chart em 60º lugar. Após quatro semanas de ascensão no gráfico, alcançou um novo pico de número 13. Na Nova Zelândia, a obra debutou no vigésimo nono emprego, obtendo o décimo quinto como o melhor. Desde então, a Recording Industry Association of New Zealand (RIANZ) classificou o single como disco ouro, por exportar mais de 7 mil e 500 exemplares no país. "Your Love Is My Drug" estreou na 25ª posição da compilação australiana ARIA Charts, sendo que na semana subsequente subiu para a 17ª. Na publicação de 6 de junho, ocupou o terceiro emprego como seu auge. Após somar vendas superiores a 70 mil cópias, a Australian Recording Industry Association (ARIA) acabou por classificar a canção como platina.
| Tabela musical (2010)                                         | Melhor posição |
| ------------------------------------------------------------- | -------------- |
| Alemanha (Media Control Charts)                               | 19             |
| Austrália (ARIA Charts)                                       | 3              |
| Áustria (Ö3 Austria Top 40)                                   | 12             |
| Bélgica (Ultratop 50 de Flandres)                             | 27             |
| Bélgica (Ultratop 40 da Valônia)                              | 2              |
| Canadá (Canadian Hot 100)                                     | 6              |
| Dinamarca (Tracklisten)                                       | 34             |
| Escócia (Official Charts Company)                             | 11             |
| Eslováquia (IFPI Slovenská Republika)                         | 9              |
| Espanha (Productores de Música de España)                     | 23             |
| Estados Unidos (Billboard Hot 100)                            | 4              |
| Estados Unidos (Hot Dance Club Songs)                         | 1              |
| Estados Unidos (Pop Songs)                                    | 1              |
| Estados Unidos (Adult Pop Songs)                              | 17             |
| Hungria (Magyar Hanglemezkiadók Szövetsége)                   | 7              |
| Irlanda (Irish Recorded Music Association)                    | 10             |
| Japão (Japan Hot 100)                                         | 33             |
| Nova Zelândia (Recording Industry Association of New Zealand) | 15             |
| Países Baixos (MegaCharts)                                    | 22             |
| Reino Unido (UK Singles Chart)                                | 13             |
| Chéquia (IFPI Česká Republika)                                | 21             |
| Suíça (Schweizer Hitparade)                                   | 34             |

| Tabela musical (2010)                       | Posição |
| ------------------------------------------- | ------- |
| Austrália (ARIA Charts)                     | 51      |
| Canadá (Canadian Hot 100)                   | 23      |
| Estados Unidos (Billboard Hot 100)          | 28      |
| Estados Unidos (Pop Songs)                  | 13      |
| Hungria (Magyar Hanglemezkiadók Szövetsége) | 72      |
| Reino Unido (UK Singles Chart)              | 120     |

| País                  | Certificação |
| --------------------- | ------------ |
| Austrália (ARIA)      | Platina      |
| Estados Unidos (RIAA) | 2× Platina   |
| Nova Zelândia (RIANZ) | Ouro         |
| Reino Unido (BPI)     | Prata        |

## Histórico de lançamento
"Your Love Is My Drug" foi enviada para as estações de rádio estadunidenses em 20 de abril de 2010. No mês seguinte, a faixa foi comercializada fisicamente nos mercados australianos. O single também foi distribuído digitalmente nas lojas europeias e brasileiras.
| País           | Data                | Formato          | Gravadora |
| -------------- | ------------------- | ---------------- | --------- |
| Estados Unidos | 20 de abril de 2010 | Rádio mainstream | RCA       |
| Austrália      | 14 de maio de 2010  | CD single        | RCA       |
| Alemanha       | 6 de junho de 2010  | Download digital | RCA       |
| Áustria        | 6 de junho de 2010  | Download digital | RCA       |
| Bélgica        | 6 de junho de 2010  | Download digital | RCA       |
| Brasil         | 6 de junho de 2010  | Download digital | RCA       |
| Dinamarca      | 6 de junho de 2010  | Download digital | RCA       |
| Espanha        | 6 de junho de 2010  | Download digital | RCA       |
| Finlândia      | 6 de junho de 2010  | Download digital | RCA       |
| França         | 6 de junho de 2010  | Download digital | RCA       |
| Irlanda        | 6 de junho de 2010  | Download digital | RCA       |
| Itália         | 6 de junho de 2010  | Download digital | RCA       |
| Noruega        | 6 de junho de 2010  | Download digital | RCA       |
| Países Baixos  | 6 de junho de 2010  | Download digital | RCA       |
| Portugal       | 6 de junho de 2010  | Download digital | RCA       |
| Reino Unido    | 6 de junho de 2010  | Download digital | RCA       |
| Suíça          | 6 de junho de 2010  | Download digital | RCA       |